# Digital Eclipse
Digital Eclipse Entertainment Partners ist ein 1992 gegründetes Entwicklungsstudio für Computerspiele. Zu Beginn war das Unternehmen auf die Emulation von Arcadespielen und auf Handheld-Spiele spezialisiert. Als Teil von Backbone Entertainment war es eines der Gründungsstudios hinter dem Entwicklerzusammenschluss zu Foundation 9 Entertainment. 2007 löste sich Firmenmitgründer Ayre mit dem neu gegründeten Studio Other Ocean Interactive wieder aus dem Unternehmensverbund und gründete Digital Eclipse 2015 als Tochterstudio von Other Ocean im kalifornischen Emeryville neu. In dieser zweiten Phase knüpfte das Studio an seine ursprüngliche Tradition an und erlangte eine Reputation als Spezialist für den Erhalt und die Wiederaufbereitung historischer Computerspieltitel. 2023 übernahm der französisch-amerikanische Publisher Atari SA das Unternehmen.

## Geschichte

### Ursprüngliche Gründung
Das Unternehmen wurde 1992 als Digital Eclipse Software von Andrew Ayre, Hans Kim, John Neil und Howard Fukuda in Emeryville gegründet. Zunächst hatte Digital Eclipse einen technologischen Hintergrund, der dann jedoch zu ersten Aufträgen in der Emulation von Arcade-Spielen auf anderen Plattformen führte. Zu den ersten portierten Spielen zählten die Williams-Klassiker Joust, Robotron: 2084 und Defender, die 1994 in der Reihe The Digital Arcade für Mac OS erschienen. Ein Schwerpunkt lag von Anfang auf einer akkuraten Emulation des Originals im Vollbild, in Abgrenzung zur seinerzeit häufigen Neuprogrammierung der Spiele bei Übertragung auf andere Plattformen oder deren Ausführung im Fenstermodus. Den Entwicklern kam dabei zupass, dass im Zuge der Migration der Apple-Hardware von der Motorola-68000er-Prozessorfamilie auf die PowerPC-Architektur auch die Emulation für den Motorola 6809 aufkam, auf dessen Architektur alle frühen Arcade-Automaten von Williams Electronics basierten. Damit bewegten sich diese Heimcomputer-Versionen sehr nahe an den originalen Spielhallen-Veröffentlichungen. Diese wurden – in Abhängigkeit von der Unterstützung durch die Auftraggeber – aber immer wieder auch ergänzt um vertiefende Hintergrundinformationen, wie zum Beispiel Video-Interviews mit den Machern der Spiele. Auf die ersten Einzeltitel folgten Arcade-Spielesammlungen mit weiteren Titeln von Williams Electronics, aber auch von Bally Midway, Atari oder Atari Games und nun auch für weitere Plattformen wie den Windows-PC oder die PlayStation. Verhältnismäßig günstig und einfach in der Produktion brachten diese Retro-Veröffentlichung den Rechteinhaber oftmals immer noch eine erkleckliche Einnahmequelle zur Finanzierung anderer Entwicklungsprojekte.
1998 stieß Mike Mika als Technical Director zu Digital Eclipse. Da der 1998 veröffentlichte Game Boy Color wie viele Arcade-Automaten und Heimcomputer ebenfalls auf einer vom Zilog Z80 abgeleiteten CPU basierte, bot sich Digital Eclipse die Möglichkeit, die aufgebaute Emulationsexpertise fortzuführen. Vermehrt kamen nun auch Portierungen neuerer Titel und originäre Auftragsarbeiten hinzu, etwa Begleitspiele zu den Disney-Filmveröffentlichungen Tarzan und Lilo & Stitch. Zu den bekanntesten Arbeiten dieser Phase zählte der Titel Grand Theft Auto Advance, der eine Vorgeschichte zu Grand Theft Auto 3 erzählt und im Gegensatz zu diesem auf die Vogelperspektive der ersten beiden Serienteile setzte. Zeitweise existierte ein Zweigstudio in Vancouver (u. a. Spyro 2: Season of Flame).
2003 schlossen sich Digital Eclipse und ImaginEngine zu Backbone Entertainment zusammen. Backbone wiederum gründete 2005 zusammen mit The Collective die Unternehmensgruppe Foundation 9 Entertainment. In dieser Phase wurde die Marke Digital Eclipse nur noch zu Anfang genutzt. Als Backbone Entertainment brachte das Unternehmen Arcade-Klassiker über Xbox Live Arcade auf den allmählich auflebenden digitalen Spielemarkt und konnte so Kooperationen mit Capcom aufbauen. Allerdings verschob sich auch der Unternehmensfokus innerhalb von Foundation 9 im Laufe der Zeit.

### Wiederbelebung
2006 gründete Backbone ein Zweigstudio im kanadischen Charlottetown, Ayres alten Heimat. Dieses Studio arbeitete unter anderem an der Xbox-Live-Arcade-Portierung von Castlevania: Symphony of the Night. Mit der Begründung, dass das Studio zu klein sei, wurde es bereits 2007 wieder unter Führung von Ayre als Mehrheitseigner und Geschäftsführer in die Unabhängigkeit entlassen und in Other Ocean Interactive umbenannt. Other Ocean Interactive eröffnete mit der Zeit weitere Standorte, darunter erneut ein Studio in Emeryville, aus dem heraus 2015 die Marke Digital Eclipse wiederbelebt wurde. Die Leitung des Studios übernahmen Mike Mika als President und Frank Cifaldi als Head of Restoration. Als Unternehmensziel wurde die Erhaltung alter Computerspiel-Klassiker ausgegeben. Die entsprechenden Namensrechte hatte Ayre von Foundation 9 erworben, das nach einem großen Ausverkauf über die Jahre seine Geschäftsaktivitäten im Jahr 2015 einstellte.
Aufbauend auf den Geschäftsbeziehungen der früheren Jahre brachte Digital Eclipse 2015 erstmals wieder unter angestammten Namen und in Zusammenarbeit mit Capcom die Mega Man Legacy Collection auf den Markt. Ähnliche Arbeiten folgten für alte Disney-, SNK- und Konami-Konsolentitel. Während die zugrunde liegenden Spiele ohne wesentliche Veränderungen übernommen und emuliert werden, fügt Digital Eclipse meist moderne und vielfach optionale Komfortfunktionen wie Grafikfilter, Speicher- oder Rückspul-Optionen hinzu. Wie in den Anfangsjahren wird das Angebot außerdem oftmals noch um Dokumente aus dem Entstehungsprozess, bspw. Skizzen und Artworks, oder Video-Interviews mit den Machern ergänzt. Kern für Digital Eclipse’ Arbeiten ist die von Mika und Programmierer Kevin Wilson entwickelte Eclipse Engine, die hohen Wert auf schnelle Portierbarkeit für neue Spielesysteme legt, um auch künftig den Erhalt der damit konservierten Spiele bestmöglich garantieren zu können. Die Engine ist dabei eine Abzweigung der ebenfalls von Other Ocean entwickelten Bakesale Engine. Mit ihr werden die Original-Assets und Code der Spiele eingelesen und zusammen mit den Informationen zur ursprünglichen Spieleplattform in der Engine eingebettet. Dadurch muss nur noch die Eclipse Engine an die jeweils neue Plattform angepasst werden. Vor dem Hintergrund, dass der wachsende Verlust früher Computerspiele zunehmend stärker beklagt wurde, stießen Digital Eclipse’ Bemühungen für den Erhalt und die Dokumentation solcher Titel auf positive Resonanz. Cifaldi bezeichnete die im Filmbereich tätige The Criterion Collection als Vorbild für die eigenen Arbeiten.
Cifaldi verließ das Unternehmen wieder, dafür stieß 2020 der langjährige Spielejournalist und Autor Chris Kohler als Editorial Director zum Team. Anlässlich des 50-jährigen Bestehens der Marke Atari schuf Digital Eclipse 2022 mit Atari 50: The Anniversary Celebration eine Spielesammlung in Kombination mit einer umfangreichen digitalen Dokumentation. Im Oktober 2023 übernahm schließlich der Atari-Markenrechtsinhaber – der französisch-amerikanische Publisher Atari SA – das Studio. Atari zahlte für die Übernahme 6,5 Millionen US-Dollar in bar und Unternehmensanteilen, mit Option auf Zahlung weiterer bis zu 13,5 Millionen Dollar bei Erreichung entsprechender Unternehmensziele. Atari hatte zuvor bereits das in ähnlicher Weise auf Remastering und Remakes von Computerspielklassikern spezialisierte Unternehmen Nightdive Studios akquiriert.

## Veröffentlichte Spiele

### Als Digital Eclipse Software (1992–2004)
| Jahr | Titel                                           | Plattform                                                                   |
| ---- | ----------------------------------------------- | --------------------------------------------------------------------------- |
| 1994 | Joust                                           | Mac OS                                                                      |
| 1994 | Robotron: 2084                                  | Mac OS                                                                      |
| 1994 | Defender                                        | Mac OS                                                                      |
| 1995 | Activision’s Commodore 64 15 Pack               | Windows                                                                     |
| 1996 | Williams Arcade Classics                        | Dreamcast, Game.com, Windows, MS-DOS, PlayStation, Mega Drive, Saturn, SNES |
| 1996 | Ms. Pac-Man                                     | SNES                                                                        |
| 1996 | Arcade’s Greatest Hits: The Atari Collection 1  | PlayStation, Saturn, SNES                                                   |
| 1997 | Arcade’s Greatest Hits: The Midway Collection 2 | Windows, PlayStation                                                        |
| 1998 | NFL Blitz                                       | Game Boy Color                                                              |
| 1998 | Arcade’s Greatest Hits: The Atari Collection 2  | PlayStation                                                                 |
| 1998 | Rampage World Tour                              | Game Boy Color                                                              |
| 1999 | Knockout Kings                                  | Game Boy Color                                                              |
| 1999 | Disney’s Tarzan                                 | Game Boy Color                                                              |
| 1999 | 720°                                            | Game Boy Color                                                              |
| 1999 | Atari Arcade Hits: Volume 1                     | Windows                                                                     |
| 1999 | Arcade’s Greatest Hits: The Atari Collection 2  | Windows                                                                     |
| 1999 | Arcade Classic No. 4: Defender / Joust          | Game Boy Color                                                              |
| 1999 | Klax                                            | Game Boy Color                                                              |
| 1999 | Arcade Hits: Moon Patrol / Spy Hunter           | Game Boy Color                                                              |
| 1999 | Rampart                                         | Game Boy Color                                                              |
| 1999 | Rampage 2: Universal Tour                       | Game Boy Color                                                              |
| 1999 | Arcade Party Pak                                | PlayStation                                                                 |
| 1999 | Mortal Kombat 4                                 | Game Boy Color                                                              |
| 1999 | Marble Madness                                  | Game Boy Color                                                              |
| 1999 | Ghosts ’n Goblins                               | Game Boy Color                                                              |
| 2000 | Little Nicky                                    | Game Boy Color                                                              |
| 2000 | Alice in Wonderland                             | Game Boy Color                                                              |
| 2001 | Dragon’s Lair                                   | Game Boy Color                                                              |
| 2001 | Batman: Chaos in Gotham                         | Game Boy Color                                                              |
| 2001 | X-Men: Wolverine’s Rage                         | Game Boy Color                                                              |
| 2001 | Rayman Advance                                  | Game Boy Advance                                                            |
| 2001 | Spyro: Season of Ice                            | Game Boy Advance                                                            |
| 2002 | Spider-Man                                      | Game Boy Advance                                                            |
| 2002 | Disney’s Lilo & Stitch                          | Game Boy Advance                                                            |
| 2002 | Monster Force                                   | Game Boy Advance                                                            |
| 2002 | Spyro 2: Season of Flame                        | Game Boy Advance                                                            |
| 2002 | Disney’s Kim Possible: Revenge of Monkey Fist   | Game Boy Advance                                                            |
| 2002 | Phantasy Star Collection                        | Game Boy Advance                                                            |
| 2002 | XXX                                             | Game Boy Advance                                                            |
| 2003 | Lizzie McGuire: On the Go!                      | Game Boy Advance                                                            |
| 2003 | Spy Kids 3-D: Game Over                         | Game Boy Advance                                                            |
| 2003 | Spyro: Attack of the Rhynocs                    | Game Boy Advance                                                            |
| 2004 | Spider-Man 2                                    | Game Boy Advance                                                            |
| 2004 | Grand Theft Auto Advance                        | Game Boy Advance                                                            |
| 2004 | Mortal Kombat                                   | Plug-and-play                                                               |

### Als Digital Eclipse Entertainment Partners (ab 2015)
| Jahr | Titel                                                     | Plattform                                                                       |
| ---- | --------------------------------------------------------- | ------------------------------------------------------------------------------- |
| 2015 | Mega Man Legacy Collection                                | Windows, 3DS, Switch, PlayStation 4, Xbox One, Luna                             |
| 2017 | The Disney Afternoon Collection                           | Windows, PlayStation 4, Xbox One                                                |
| 2018 | Street Fighter 30th Anniversary Collection                | Windows, Switch, PlayStation 4, Xbox One                                        |
| 2018 | SNK 40th Anniversary Collection                           | Windows, Switch, PlayStation 4, Xbox One                                        |
| 2019 | Disney Classic Games: Aladdin und Der König der Löwen     | Windows, Switch, PlayStation 4, Xbox One                                        |
| 2020 | Samurai Shodown NeoGeo Collection                         | Windows, Switch, PlayStation 4, Xbox One                                        |
| 2021 | Blizzard Arcade Collection a                              | Windows, Switch, PlayStation 4, Xbox One                                        |
| 2021 | Space Jam: A New Legacy - The Game                        | Xbox One                                                                        |
| 2021 | Disney Classic Games Collection                           | Windows, Switch, PlayStation 4, Xbox One                                        |
| 2022 | Teenage Mutant Ninja Turtles: The Cowabunga Collection    | Windows, Switch, PlayStation 4, PlayStation 5, Xbox One, Xbox Series            |
| 2022 | Candy Creeps                                              | Windows                                                                         |
| 2022 | Garbage Pail Kids: Mad Mike and the Quest for Stale Gum b | Windows, Switch, PlayStation 4, Xbox One, Xbox Series                           |
| 2022 | Digital Eclipse Arcade: Invasion of the Buffet Snatchers  | Windows                                                                         |
| 2022 | Atari 50: The Anniversary Celebration                     | Windows, Switch, PlayStation 4, PlayStation 5, Xbox One, Xbox Series, Atari VCS |
| 2022 | Digital Eclipse Arcade: Jollyball                         | Windows                                                                         |
| 2023 | Digital Eclipse Arcade: Q.P.I.D                           | Windows                                                                         |
| 2023 | The Making of Karateka                                    | Windows, Switch, PlayStation 4, PlayStation 5, Xbox One, Xbox Series            |
| 2023 | Wizardry: Proving Grounds of the Mad Overlord (Remake)    | Windows                                                                         |
| 2024 | Llamasoft: The Jeff Minter Story                          | Windows, Switch, PlayStation 4, PlayStation 5, Xbox One, Xbox Series            |